# المجزعة (ماهلية)

تعديل مصدري - تعديل

المجزعة هي إحدى قرى عزلة حلاقة ال حسين بمديرية ماهلية التابعة لمحافظة مأرب، بلغ تعداد سكانها 427 نسمة حسب تعداد اليمن لعام 2004.